# Longistylus ygapema
Genre
Espèce
Longistylus ygapema, unique représentant du genre Longistylus, est une espèce d'araignées mygalomorphes de la famille des Pycnothelidae.

## Distribution
Cette espèce est endémique du Brésil. Elle se rencontre dans le Cerrado au Mato Grosso vers Chapada dos Guimarães et Cáceres, au Mato Grosso do Sul vers Corumbá, au Goiás vers Luziânia et Mineiros et à Brasilia.

## Description
Le mâle holotype mesure 15,04 mm, les mâles mesurent de 14,22 à 20,30 mm.

## Systématique et taxinomie
Cette espèce a été décrite par Indicatti et Lucas en 2005.
Ce genre a été décrit par Indicatti et Lucas en 2005 dans les Nemesiidae. Il est placé dans les Pycnothelidae par Montes de Oca, Indicatti, Opatova, Almeida, Pérez-Miles et Bond en 2022.

## Publication originale
- Indicatti & Lucas, 2005 : « Description of a new genus of Nemesiidae (Araneae, Mygalomorphae) from the Brazilian Cerrado. » Zootaxa, no 1088, p. 11-16.